# Stefan Soszka
Stefan Soszka (ur. 18 sierpnia 1914 w Stężycy, zm. 11 czerwca 1988 w Białymstoku) – polski lekarz, specjalista w zakresie ginekologii i położnictwa, profesor nauk medycznych, rektor Akademii Medycznej w Białymstoku – AMB (1970-1972). 

## Okres studencki
Urodził się w Stężycy koło Garwolina. Matka Marianna z Komorowskich, ojciec Wincenty – felczer i piekarz, miłośnik i eksperymentator ogrodnictwa. Rodzeństwo: dwie siostry – prawniczka i lekarka.
Gimnazjum ukończył w 1932 w Garwolinie. Na Wydział Lekarski Uniwersytetu Poznańskiego (UP) nie dostał się za pierwszym razem; przez rok studiował leśnictwo. Gdy w 1933 rozpoczął studia medyczne, już na III roku w 1936 podjął pracę w charakterze zastępcy asystenta w Zakładzie Histologii i Embriologii UP pod kierunkiem prof. T. Kurkiewicza.
Wspólnie z Kazimierzem Duxem opublikowali wówczas pracę na temat zmian morfologicznych narządu płciowego świnki morskiej w przebiegu cyklu płciowego, nagrodzoną medalem UP im. Bronisława Dembińskiego i rocznym stypendium naukowym we Francji. Pod nadzorem prof. Policarda w Lyonie, opanował metody mikroincyneracji i spektrofotometrii a jednocześnie odbywał praktykę studencką na oddziale chorób kobiecych. Dyplom lekarza uzyskał 3 lipca 1939.

## Czas wojny i powojenny
Wraz z wybuchem II wojny światowej przeniósł się do Garwolina a następnie wyjechał do Warszawy. Pracował w Szpitalu Praskim pw. Przemienienia Pańskiego jako stażysta, a następnie jako wolontariusz w laboratorium. Uczył się położnictwa i ginekologii, otworzył specjalizację pod kierunkiem dr. R. Welmana. 
W 1941 podczas pobytu w Warszawie wstąpił do Związku Walki Zbrojnej, a potem do szeregów Armii Krajowej. Podjął działalność konspiracyjną pod pseudonimem „Sas”. Zorganizował Sanitariat Obwodu V Praga ZWZ.
Z początkiem 1942 powrócił do Szpitala Powiatowego w Garwolinie. Organizował zabezpieczenie sanitarne oddziałów, miejsc zrzutów alianckich, a przede wszystkim leczenie, w tym operowanie partyzantów.
Po wojnie wrócił do pracy jako starszy asystent w Zakładzie Histologii i Embriologii UP. W 1946 uzyskał stopień doktora medycyny na podstawie rozprawy Badania nad tarczycą świnki morskiej w przebiegu cyklu płciowego.
W tym samym roku włączył się w organizację części klinicznej, a także laboratorium naukowego Kliniki Położnictwa i Chorób Kobiecych Akademii Lekarskiej w Gdańsku.
W 1947 zdobył tytuł specjalisty z zakresu położnictwa i chorób kobiecych i objął stanowisko starszego asystenta a następnie adiunkta. Był założycielem Studenckiego Koła Naukowego działającego przy Klinice.
W 1948 zorganizował jako pierwszy w Polsce przesiewowe badania cytologiczne mające na celu wczesne wykrycie raka szyjki macicy. Przeprowadził je wśród kobiet pracujących w stoczni w Gdańsku. Swoje dokonania oraz postulat ich kontynuacji przedstawił w 1948 na I Zjeździe Ginekologów Polskich w Warszawie.
11 maja 1950 w Akademii Medycznej w Gdańsku (AMG) przeprowadził przewód habilitacyjny w oparciu na pracy O rozwoju pozapłodowym gruczołu mlecznego świnki morskiej i u szczura, a rok później uzyskał stanowisko docenta. Przez pół roku (w roku akademickim 1951/1952) kierował Kliniką oraz pełnił obowiązki konsultanta wojewódzkiego w zakresie położnictwa i ginekologii.

## Tworzenie „białostockiej szkoły ginekologiczno-położniczej”
1 września 1953 objął kierownictwo Katedry i Kliniki Położnictwa i Chorób Kobiecych Akademii Medycznej w Białymstoku. Decyzja nie była łatwa ze względu na liczną rodzinę. Był żonaty z Marią z Warońskich. Miał dwie córki Joannę i Małgorzatę oraz czterech synów: Grzegorza, Tomasza, Wojciecha i Tadeusza, najstarszego, który zmarł tragicznie.
W 1954 otrzymał tytuł profesora nadzwyczajnego, a w 1976 profesora zwyczajnego.
W swoim postępowaniu był egocentrykiem, nie tolerował osób przedstawiających inne niż on zdanie na określony temat – stwierdził w jego biografii prof. E. Bernacki. W Klinice stworzył jednak atmosferę zachęcającą do badań naukowych, posiadał dar przekonywania do ciągłego pogłębiania wiedzy, co zaowocowało powstaniem „białostockiej szkoły ginekologiczno-położniczej”.
W 1957 został powołany na stanowisko przewodniczącego Komisji Przeciwrzęsistkowej przy II Wydziale Polskiej Akademii Nauk.
Gdy w 1963 Klinikę przenoszono ze Szpitala Położniczo-Ginekologicznego do Państwowego Szpitala Klinicznego (PSK), w czasie prac wykończeniowych szczegółowo nakreślił adaptację pomieszczeń. Dzięki temu powstały nowoczesne laboratoria naukowe, w tym izotopowe, z chłodniami, nowoczesną aparaturą oraz pracownią morfologiczną i fotograficzną.
W nowych pomieszczeniach zorganizował szereg sprofilowanych zakładów-pracowni umożliwiających podjęcie odpowiednich badań naukowych, co zaowocowało opracowaniem własnych tematów naukowych, wieloma doktoratami i habilitacjami. Podobnie jak w Gdańsku, założył działające przy Klinice Studenckie Koło Naukowe.
Rozpoczętą w Gdańsku akcję profilaktyki raka narządu rodnego kobiety, polegającej na zorganizowaniu badań cytologicznych rozmazów pochwowych w celu wykrycia nowotworu szyjki macicy, kontynuował na terenie Polski północno-wschodniej. Pod jego kierunkiem opracowano schemat rutynowego postępowania w wykrywaniu i leczeniu rzęsistkowicy u kobiet.
Był konsultantem wojewódzkim ds. ginekologii i położnictwa.
W 1971 został dyrektorem Instytutu Położnictwa i Chorób Kobiecych AMB powstałego w wyniku reorganizacji a jednocześnie kierownikiem Kliniki Ginekologicznej.

## Praca naukowa
Koncepcję działalności naukowej swojej i zespołu, oparł na stworzeniu trzech głównych zespołów dysponujących własnym zapleczem laboratoryjnym:
1. Grupa endokrynologiczna (biochemia, izotopy, chromatografia gazowa, ocena hormonów przysadkowych na zwierzętach). Sztandarowym badaniem była ocena hormonalna okresu pokwitania, prowadzona przez kilka lat na tej samej grupie dziewcząt.
2. Zespół badający czynność skurczową macicy na materiale klinicznym i na zwierzętach (uzupełnione ponadto o koagulologię, pomiary potencjału elektrycznego w zapłodnionej komórce jajowej pstrąga).
3. Zespół morfologiczny zajmujący się zarówno ontogenezą, jak i zmianami tkankowymi w zapaleniu rzęsistkowym pochwy, opierając się na technikach histologicznych (w tym srebrzenie włókien nerwowych) czy mikrobiologicznych.

Indywidualnie eksperymentował nad występowaniem zmian wytwórczych w jajnikach zwierząt po operacyjnym uszkodzeniu ukrwienia. Zafascynował się możliwościami obserwacji zjawisk potencjału elektrycznego w momencie zapłodnienia gamet osobniczek żeńskich.
Prowadzone przez niego badania, wspólnie z prof. W. Kazanowską w dziedzinie diagnostyki i profilaktyki schorzeń nowotworowych i przednowotworowych narządu rodnego kobiety zostały wpisane do „Księgi Czynów i Osiągnięć Nauki Polskiej” (1973).
Był też kierownikiem naukowym stałych kursów Centrum Medycznego Kształcenia Podyplomowego oraz Instytutu Matki i Dziecka.

## Działalność organizacyjna
Pełnił dwukrotnie funkcję prorektora ds. klinicznych AMB (1954-1955, 1965-1969), a przez jedną kadencję – prorektora ds. nauki AMB (1955-1956).
Nominację rektorską otrzymał od ministra zdrowia po nagłej śmierci sprawującego urząd rektora AMB prof. Ludwika Komczyńskiego. Funkcję tę miał sprawować od 1 października 1970 do 31 sierpnia 1972. Jednak po 15. miesiącach urzędowania, 15 lutego 1972 został przez ministra odwołany.
Kulisy odwołania prof. J. Jakowicki łączy z postawą prof. Soszki podczas rekrutacji na studia w AMB. Poparł on ówczesną dziekan prof. M. Byrdy w sprawie propozycji zmiany postępowania, wywiesił listę przyjęć na tzw. miejsca rektorskie według kolejności uzyskanych lokat a nie wg nacisków zewnętrznych i natychmiast udał się na urlop. Prominentni funkcjonariusze nie mieli już możliwości wpływu na przyjęcie swoich protegowanych, którzy nie osiągnęli na egzaminach wymaganej liczby punktów.
Podczas jego kadencji rektorskiej zostały powołane instytuty: Biologiczno-Morfologiczny, Fizjologiczno-Biochemiczny, Stomatologii, Położnictwa i Chorób Kobiecych. W PSK zainaugurowały działalność dwa zakłady Instytutu Matki i Dziecka: Zakład Perinatologii oraz Zakład Profilaktyki Chorób Nowotworowych Narządu Rodnego. Wspólnie z Wojewódzkim Wydziałem Zdrowia rektor podjął decyzję o zorganizowaniu Uczelnianego Ośrodka Dializy Pozaustrojowej wraz ze sztuczną nerką. Kontynuowane były uruchomione wcześniej projekty, planowano poszerzenie bazy łóżkowej i zaplecza diagnostycznego i socjalnego.

## Dorobek dydaktyczny i naukowy
Był opiekunem 26 przewodów habilitacyjnych, ponad 80 przewodów doktorskich, wykształcił przeszło 180 specjalistów położnictwa i ginekologii.
Opublikował z górą 150 artykułów naukowych. Wydane podręczniki:
- „Zaburzenia hemostazy i krzepnięcia krwi w położnictwie i ginekologii” – red. S. Soszka (1967);
- Jajnik, S. Soszka – rozdział w: „Endokrynologia kliniczna” – red. W Hartwig (1972);
- „Położnictwo i ginekologia. Podręcznik dla studentów” – red. S. Soszka (1985, 1988)[11].

Redagował kilka wydawnictw pokonferencyjnych, należał do redakcji wielu pism naukowych. Był jednym z założycieli „Roczników Akademii Medycznej w Białymstoku” i ich drugim redaktorem naczelnym ( 1956-1959), inicjatorem wydawania serii Folia Medica Bialostocensia (1970-1974). Organizował XVIII Naukowy Zjazd Ginekologów Polskich (1971). 

## Towarzystwa naukowe
- Stowarzyszenie Asystentów Uniwersytetu Poznańskiego;
- Polskie Towarzystwo Ginekologiczne – założyciel i przewodniczący Oddziału Białostockiego (1953), przewodniczący Zarządu Głównego (1967-1971), Sekcja Niepłodności – członek;
- Towarzystwo Wiedzy Powszechnej – przewodniczący Zarządu Wojewódzkiego w Białymstoku (1963-1988);
- Białostockie Towarzystwo Naukowe – przewodniczący Komisji Nauk Medycznych, wiceprzewodniczący (1970-1974), członek Zarządu (1974-1983);
- Polskie Towarzystwo Endokrynologiczne – członek;
- Polskie Towarzystwo Parazytologiczne – przewodniczący Komisji ds. Zwalczania Rzęsistka Pochwowego;
- Białostockie Towarzystwo Naukowe – wiceprzewodniczący Sekcji Medycznej;
- Czechosłowackie Stowarzyszenie Medyczne im. J. E. Purkiniego – członek honorowy (1972);
- Federation International of Gynecology and Obstetrics – członek honorowy;
- International Society for Research on the Coagulation Blood, Capilary Function and Practical Myology – członek honorowy;
- Niemiecka Akademia Nauk Przyrodniczych Leopoldina – członek rzeczywisty (1976);
- Rumuńskie Stowarzyszenie Nauk Medycznych – członek honorowy;
- Rumuńskie Towarzystwo Ginekologiczno-Położnicze – członek honorowy;
- Słowackie Towarzystwo Medyczne – członek honorowy;
- Societe Nationale pour l’Etude de la Sterilité et de la Fecondité – członek honorowy;
- Stowarzyszenie Medyczne NRD: Towarzystwo Ginekologiczno-Położnicze – członek honorowy;
- Węgierskie Towarzystwo Ginekologiczne – członek honorowy[2].

## Organizacje polityczne
- Związek Polskiej Młodzieży Demokratycznej (1935-1939);
- Stronnictwo Demokratyczne (1945-1954);
- Polska Zjednoczona Partia Robotnicza (1954-1955);
- Obywatelski Komitet Ocalenia Narodowego w AMB – przewodniczący (1982)[5];
- Patriotyczny Ruch Odrodzenia Narodowego – (od 1982);

## Odznaczenia i nagrody
- Krzyż Komandorski Orderu Odrodzenia Polski;
- Krzyż Kawalerski Orderu Odrodzenia Polski;
- Złoty Krzyż Zasługi;
- Medal Komisji Edukacji Narodowej;
- Order Sztandaru Pracy I Klasy;
- Odznaka honorowa „Za wzorową pracę w służbie zdrowia”;
- Złota Odznaka Towarzystwa Wiedzy Powszechnej “Zasłużony Popularyzator Wiedzy”;
- Brązowy Medal „Za zasługi dla obronności kraju”;
- Srebrna Odznaka honorowa „Zasłużony Białostocczyźnie”;
- Złota Odznaka honorowa „Zasłużony Białostocczyźnie”;
- Wpis do „Księgi Czynów i Osiągnięć Nauki Polskiej” (1973);
- Medal „Za Zasługi dla AMB” (1974)[2];
- Tytuł Doctor honoris causa AMB (1985).

Podczas uroczystości nadania prof. Soszce tytułu doktora honoris causa AMB, 7 października 1985, występujący z tym wnioskiem prof. P. Boroń stwierdził wówczas: „W murach Akademii Medycznej w Białymstoku spędził wiele lat pracy. Na te lata złożył się trud służby choremu, nauce i uczniom. W czasie tych lat przysporzył naszej Almae Matris rzeczywistych, wielkich i twórczych osiągnięć, dbając o jej postęp i dobro."

## Upamiętnienie
Po przejściu na emeryturę w 1984, nadal był czynny zawodowo pracując w Instytucie Położnictwa i Chorób Kobiecych AMB. 
Zmarł 11 czerwca 1988, "na posterunku"– w swoim gabinecie szpitalnym, który ciągle miał do dyspozycji za zgodą władz Uczelni. Został pochowany na Cmentarzu Farnym w Białymstoku.
Dla uczczenia jego pamięci w Izbie Przyjęć Położniczo-Ginekologicznej szpitala USK w Białymstoku została umieszczona pamiątkowa tablica z napisem: „Prof. zw. dr hab. Stefan Soszka 1914-1988. Od 1953 roku Kierownik Kliniki Położnictwa i Chorób Kobiecych. W latach 1971-1984 Dyrektor Instytutu Położnictwa i Chorób Kobiecych. Uczniowie i Współpracownicy." 
W siedzibie Okręgowej Izby Lekarskiej w Białymstoku, zawieszono jego portret wśród najbardziej zasłużonych lekarzy Podlasia. Tego aktu dokonał jego syn, dr hab. med. Tomasz Soszka podczas uroczystej sesji oddziałów Podlaskiego i Mazursko-Warmińskiego Polskiego Towarzystwa Ginekologicznego 23 kwietnia 2010. 
Polskie Towarzystwo Ginekologiczne Oddział w Suwałkach nazwało swoją organizację imieniem prof. Stefana Soszki. 